# Parque nacional del Pico de la Neblina
El parque nacional del Pico da Neblina abriga el mayor pico brasileño, el Pico da Neblina, con 2.995,30 metros de altitud. En el parque también está situado el segundo mayor pico de Brasil, el Pico Phelps, con 2.992 metros.  El parque está localizado próximo a la frontera con Venezuela, en el municipio de São Gabriel da Cachoeira, en el norte del estado de Amazonas, Brasil. Posee un área de 2.260.344,00 (ha). El perímetro del parque es de 1.040.602,768 metros y está administrado por el IBAMA.
El parque tiene su prolongación en Venezuela, con el parque nacional Serranía La Neblina. En su parte sur, el parque está bañado por las aguas del río Negro.